# Кальмежан, Лилиан
Лилиан Кальмежан (фр. Lilian Calmejane, род. 6 декабря 1992 в Альби, Франция) — французский профессиональный шоссейный велогонщик, выступающий с 2021 года за команду AG2R Citroën. Сумел на своём первом Гранд-Туре (Вуэльта Испании 2016 года) одержать победу на этапе.

## Достижения

### Чемпионаты

#### Групповая гонка
| Соревнование      | 2016 | 2017 | 2018 | 2019 | 2020 |
| ----------------- | ---- | ---- | ---- | ---- | ---- |
| Чемпионаты Европы | 90   | —    | —    | —    | 84   |
| Чемпионаты мира   | —    | 85   | —    | —    | —    |

#### Выступления
2014
4-й — Ronde de l'Isard
1-й на этапах 2 и 3(ТТТ)
2015
1-й  — Triptyque des Monts et Châteaux
1-й на этапе 2
5-й — Тур Бретани
1-й на этапе 3
8-й — Тур Эльзаса
1-й  Горная классификация
2016
1-й на этапе 4 — Вуэльта Испании
3-й — Тур Прованса
8-й — Тур Средиземноморья
1-й  Молодёжная классификация
8-й — Тур Финистера
10-й — Дроме Классик
2017
1-й  — Международная неделя Коппи и Бартали
1-й  — Очковая классификация
1-й на этапе 4
1-й  — Этуаль де Бессеж
1-й на этапе 3
1-й  — Круг Сарты
1-й на этапе 3
Тур де Франс
1-й на этапе 8
 Лидер в Горной классификации после этапа 8
 - Приз самому агрессивному гонщику на этапах 3 и 8
1-й  Горная классификация — Париж — Ницца
3-й — Гран-при Марсельезы
5-й — Тур дю От-Вар
6-й — Тур Лимузена
9-й — Классик Суд Ардеш
10-й — Тур Пуату — Шаранты
2018
1-й — Париж — Камамбер
1-й — Дроме Классик
3-й — Классик Суд Ардеш
3-й — Гран-при Марсельезы
5-й — Тур Прованса — Генеральная классификация
6-й — Этуаль де Бессеж — Генеральная классификация
8-й — Гран-при Мигеля Индурайна
8-й — Тур Лимузена — Генеральная классификация
9-й — Тур де Эна — Генеральная классификация
10-й — Тур Финистера
2019
1-й — Классик Суд Ардеш
1-й  Тур Прованса — Горная классификация
2-й — Тур Лимузена — Генеральная классификация
1-й на этапе 1
4-й — Арктическая гонка Норвегии — Генеральная классификация
5-й — Гран-при Валлонии
5-й — Тро-Бро Леон
6-й — Гран-при Марсельезы
2020
1-й  Рут д’Окситания Горная классификация
10-й — Дроме Классик

## Статистика выступлений наГранд Турах
| Гранд-тур       | 2016 | 2017 | 2018 | 2019 | 2020 |
| --------------- | ---- | ---- | ---- | ---- | ---- |
| Джиро д’Италия  | —    | —    | —    | —    | —    |
| Тур де Франс    | —    | 35   | 30   | 106  | НФ   |
| Вуэльта Испании | 70   | —    | —    | —    | —    |

| —  | Не участвовал  |
| НФ | Не финишировал |